# Мияки
Мияки (яп. みやき町 Мияки-тё:) — посёлок в Японии, находящийся в уезде Мияки префектуры Сага. Площадь посёлка составляет 51,89 км², население — 25 502 человека (1 августа 2014), плотность населения — 491,46 чел./км².

## Географическое положение
Посёлок расположен на острове Кюсю в префектуре Сага региона Кюсю. С ним граничат города Тосу, Кандзаки, Куруме и посёлки Камимине, Йосиногари, Накагава.

## Население
Население посёлка составляет 25 502 человека (1 августа 2014), а плотность — 491,46 чел./км². Изменение численности населения с 1980 по 2005 годы:
| 1980 | 27 757 чел. |  |
| 1985 | 28 759 чел. |  |
| 1990 | 28 702 чел. |  |
| 1995 | 28 625 чел. |  |
| 2000 | 28 176 чел. |  |
| 2005 | 27 157 чел. |  |